# Marie-Françoise Grange-Prigent
Marie-Françoise Grange-Prigent (nacida como Marie-Françoise Grange) es una deportista francesa que compitió en piragüismo en la modalidad de eslalon. Ganó seis medallas en el Campeonato Mundial de Piragüismo en Eslalon entre los años 1983 y 1989.

## Palmarés internacional
| Campeonato Mundial | Campeonato Mundial            | Campeonato Mundial | Campeonato Mundial |
| Año                | Lugar                         | Medalla            | Competición        |
| ------------------ | ----------------------------- | ------------------ | ------------------ |
| 1983               | Merano (Italia)               | Medalla de oro     | K1 por equipos     |
| 1983               | Merano (Italia)               | Medalla de bronce  | K1 individual      |
| 1985               | Augsburgo (RFA)               | Medalla de oro     | K1 por equipos     |
| 1985               | Augsburgo (RFA)               | Medalla de plata   | K1 individual      |
| 1987               | Bourg-Saint-Maurice (Francia) | Medalla de plata   | K1 por equipos     |
| 1989               | Río Savage (Estados Unidos)   | Medalla de oro     | K1 por equipos     |